# المنارة، طبريا
المنارة قرية فلسطينيّة صغيرة تشبه في شكلها العام المربع. وهي من النوع المكتظ. وكان فيها 33 مسكنًا عام 1931. وفي عام 1945 بلغت مساحة أراضيها وأراضي قرية ناصر الدين الواقعة في شمالها الغربي على بعد 3 كم نحو 6,797 دونما تملك اليهود منها 1,410 دونمات، أي 20,7%.
التّعداد السّطّانيّ للمنارة عام 1922 هو 121 نسمة من العرب، وارتفع العدد إلى 214 نسمة في عام 1931 و490 نسمة في عام 1945. لم يكن في القرية أي نوع من الخدمات، واعتمد اقتصادها على الزراعة وتربية الماشية. وأهم المزروعات الحبوب والبطيخ والتبغ.
شرد اليهود سكان القرية العرب ودمرها عام 1948 وأسسوا على بعد كيلومتر شمالي شرقها على شاطئ بحيرة طبرية موشاف “منواه”.

## تاريخ تهجير القرية
تمّ تهجير القرية في الأوّل من شهر آذار عام 1948. نتيجة لطرد القوات الصهيونية لأهالي القرية. وقد تمّ تدمير القرية بالكامل، ولكن ما زالت آثارها باقية إلى اليوم. إجماليّ مساحة القرية هو 6797 دونم. كان يملك الفلسطينيّون من أرضها 4185 دونم؛ تمّ تسريب 1410 دونم منها للقوّات الصّهيونيّة؛ وبلغ المشاع منها 1202 دونم.

## التّعداد السّكّانيّ
كان التّعداد السّكّانيّ عام 1931 عبارة عن 214 نسمة؛ أمّا في عام 1945 فقد كان 580 نسمة؛ أمّا في عام 1948 فقد بلغ عدد السّكّان 568. تعداد اللّاجئين من هذه القرية عام 1998 هو 3491.

## عدد بيوت القرية
بلغ عدد البيوت في هذه القرية عام 1931 هو 33 بيت، أمّا عام 1948 فقد بلغ عدد البيوت 87 بيتًا

### الموقع الجغرافيّ
قرية عربية مهجرة تقع جنوب مدينة طبرية. وتبعد عنها قرابة 9 كم منها 4 كم طريقا معبدة من الدرجة الأولى و5 كم غير معبدة. أنشئت المنارة في القسم الشرقي من جبال الجليل الأدنى على ارتفاع 220 م فوق جبل المنارة ذي القمة الطولية شبه المستوية التي تمتد من الشمال إلى الجنوب. ويزداد ارتفاع الجبل تدريجيا شمالي القرية ليصل إلى أقصى ارتفاع له (233 م عن سطح البحر) على بعد نصف كيلومتر منها. وتتميز سفوحه الغربية المطلة على وادي الفجاس بكونها أقل انحدارًا من سفوحه الشرقية التي تطل على بحيرة طبرية. وفي أعلى السفوح الشرقية جرف صخري يبدأ من شمال القرية مباشرة ويمتد نحو الشمال الغربي مسافة كيلومترين تقريبًا.
تبعد القرية نحو 1,5 كم عن شاطئ بحيرة طبرية الغربي. ويبدأ من جنوبها، على بعد ربع كيلومتر، وادي البساس الذي يتجه جنوبيها ليصب في وادي الفجاس رافد نهر الأردن ومن شرقها وشمالها الشرقي تبدأ أودية كثيرة صغيرة تنتهي في بحيرة طبرية، ومن هذه الأودية: وادي القصب، ووادي الدلبة، ووادي الوسيع، وأخيرًا وادي الجردون. ومن ينابيعها عين القصب الواقعة في شمالها، ومجموعة من الينابيع الحارة واقعة على بعد 1,5 كم في شمالها الشرقي على شاطئ بحيرة طبرية مباشرة
أمّا التّلّة الّتي كانت تقع عليها فهي ذروة تل يشرف على بحيرة طبرية؛ ومدينة طبرية وينحدر صوبهما. وكانت ينابيع عدة تحف بالقرية من الشرق والجنوب والجنوب الشرقي. وكان ثمة طريق فرعية تصل ناصر الدين بطريق عام يمر إلى الشمال الغربي منها، ويؤدي إلى طبرية. وقد سميت القرية تيمنا بناصر الدين الذي كان له مقام شمالي موقع القرية وكان بحسب ما يروي قد قتل في أثناء معركة مع الصليبين ودفن في الموقع. وبالإضافة إلى مقام ناصر الدين كان لسكان القرية مقام آخر لشيخ يدعى القدومي ويقع على تل معون الذي يبعد كيلومتراً واحدا إلى الغرب من القرية. ويروي أن الشيخ قتل على يد الصليبين أيضا. تروي مصادر أخرى أنّه لم يكن للقرية شكل مخصص لكن منازلها كانت متناثرة إجمالا على محور شمالي - جنوبي وكان سكان ناصر الدين كلهم من المسلمين؛ ويعملون في الزراعة وتربية المواشي. يجدر الإشارة إلى أنّه بين عامي في 1944- 1945 كان ما مجموعه 4172 دونما من أراضي قريتي المنارة وناصر الدين مخصصًا للحبوب

## استخدام الأراضي حتّى عام 1945
كان تقسيم الأراضي في القرية حتّى عام 1945 على النّحو التّالي: 4320 دونم مزروعة بالحبوب يمتلكونها فلسطينيّو القرية مقابل 1235 لليهود. أمّا القسم الّذي تمّ استغلاله للبناء 13 دونمًا للفلسطينيين و 174 لليهود. الأراضي الّتي تمّ استغلالها في الزّراعة فهي 4320 قام بزراعتها الفلسطينيين و 1235 زرعها اليهود. الأراضي البور كانت مساحتها 1054 لدى الفلسطينيين ودونم واحد لدى اليهود.

## تهجير القرية
كانت الهاغاناه تعمد وقبل احتلال مدينة ما إلى احتلال القرى القريبة منها لتجعلها عبرة فتستثير الخوف في صفوف سكان المدينة، وتستجر سيلا من اللاجئين. وقد استُعمل هذا التكتيك في الاستيلاء على طبرية، وكانت ناصر الدين هي القرية التي انتُقيت لعرض القوة والبطش ففي 11 أو 12 نيسان \ أبريل 1948، قامت فصيلتان من لواء غولاني كانتا ترابطان في الحي اليهودي في طبرية، بالزحف إلى القرية. ويقول المؤرخ الإسرائيلي بني موريس إن نفرا من غير المقاتلين قُتل، فيما يبدو، ودُمر بعض المنازل. وفرّ السكان في معظمهم إلى لوبيا، أو إلى طبرية التي نقلهم الجنود البريطانيون منها إلى لوبيا".
وثمة المزيد من التفصيلات في رواية هجوم نيسان \ أبريل يورده مصدران فلسطينيان. فالمؤرخ الفلسطيني نافذ نزال يستشهد بشهود عيان يقولون أن منازل القرية كلها دمرت، وان بعض السكان، وفي جملته أطفال ونساء، قتل والباقي طرد. وهو يورد أسماء سبعة من السكان الذين لقوا مصرعهم في القتال. كذلك يذكر المؤرخ الفلسطيني عارف العارف أن عشرة أشخاص قتلوا وان منازل القرية أحرقت ويقول بلاغ رسمي بريطاني أوردته صحيفة فلسطين اليومية، ان ثمانية رجال وامرأة وعددا غير محدد من الأطفال لقوا مصرعهم في القتال وتؤكد الصحيفة أن المغيرين نسفوا المنازل الحجرية، واحرقوا المنازل المبنية بالطين وقد عمل وصول اللاجئين المروّعين على إضعاف معنويات السكان في طبرية. وأدى احتلال القرية فعلا إلى عزل طبرية عن قرية لوبيا الكبيرة المجاورة، وإلى تضييق الحصار على المدينة. يزعم موريس أن بعض السكان مكثوا في القرية حتى بعد سقوطها وأنهم اكرهوا على الرحيل في 23 نيسان \أبريل ولا يعرف شيء عن الظروف ترحيلهم

## القرية اليوم
لم يبق منها عين ولا اثر بحسب بعض المصادر وهناك مصادر أخرى تقول أنّ هناك بعض الاطلال. وقد أنشأت في موقع القرية وعلى جزء من أراضيها أبنية سكنية تابعة لمدينة طبرية وبقي بعض أجزاء من القرية خاليًا من العمران، ويستخدمه الإسرائيليون مرعى للمواشي. يقوم جزء من مدينة طبرية على موقع القرية

## تسمية القرية عبر التّاريخ
تقوم قرية المنارة على أراضي قرية منوري التي كانت مأهولة أيام الرومان، والتي عرفت أيام الصليبيين باسم «منان-Menan»، وقد عثر على بقايا أثرية وأطلال لهذه القرية الرومانيّة في خربة المنارة وخربة سرجون

## وصلات خارجية
- المنارة ترحب بكم